# Барциці-Росоські
Барциці-Росоські (пол. Barcice Rososkie) — село в Польщі, у гміні Хинув Груєцького повіту Мазовецького воєводства.
Населення — 103 особи (2011).
У 1975-1998 роках село належало до Радомського воєводства.

## Демографія
Демографічна структура станом на 31 березня 2011 року:
|          | Загалом | Допрацездатний вік | Працездатний вік | Постпрацездатний вік |
| -------- | ------- | ------------------ | ---------------- | -------------------- |
| Чоловіки | 52      | 10                 | 39               | 3                    |
| Жінки    | 51      | 10                 | 29               | 12                   |
| Разом    | 103     | 20                 | 68               | 15                   |